# Cold Bay
Cold Bay est une localité d'Alaska aux États-Unis dans le borough des Aléoutiennes orientales dont la population était de 108 habitants en 2010.

## Géographie

### Situation
Elle est située à l'intérieur du refuge faunique national Izembek à l'extrémité ouest de la péninsule de l'Alaska, à 1 020 km au sud-ouest d'Anchorage et à 290 km au nord-est d'Unalaska

### Démographie
| 1890 | 1960 | 1970 | 1980 | 1990 | 2000 | 2010 | - |
| ---- | ---- | ---- | ---- | ---- | ---- | ---- | - |
| 231  | 86   | 256  | 228  | 148  | 88   | 108  | - |

### Climat
Les températures vont de 16 °C en été à −4 °C en hiver, elle est balayée par de forts vents.
| Mois                                  | jan.     | fév.     | mars     | avril    | mai     | juin    | jui.    | août    | sep.    | oct.            | nov.     | déc.     | année            |
| ------------------------------------- | -------- | -------- | -------- | -------- | ------- | ------- | ------- | ------- | ------- | --------------- | -------- | -------- | ---------------- |
| Température minimale moyenne (°C)     | −4,6     | −3,6     | −4,2     | −1,2     | 1,9     | 5,6     | 8,3     | 8,9     | 6,3     | 2,3             | −0,8     | −3,4     | 1,3              |
| Température moyenne (°C)              | −2       | −1       | −1,2     | 1,7      | 5       | 8,4     | 10,8    | 11,4    | 9,1     | 5,2             | 1,8      | −0,7     | 4,1              |
| Température maximale moyenne (°C)     | 0,7      | 1,7      | 1,9      | 4,6      | 8,1     | 11,2    | 13,4    | 14      | 11,9    | 8,1             | 4,4      | 2        | 6,8              |
| Record de froid (°C) date du record   | −25 2000 | −23 1947 | −25 1971 | −16 1976 | −8 2012 | −3 2007 | 1 1982  | 0 1999  | −3 1992 | −14 1999        | −17 1963 | −23 1950 | −25 1971 et 2000 |
| Record de chaleur (°C) date du record | 15 1947  | 12 2020  | 13 1974  | 16 1948  | 20 2006 | 22 2001 | 25 1960 | 26 1948 | 21 1960 | 21 1964 et 1954 | 15 1986  | 12 1990  | 26 1948          |
| Précipitations (mm)                   | 85,9     | 80,5     | 75,7     | 68,6     | 67,1    | 69,6    | 63,8    | 94,2    | 114,3   | 125,2           | 126,7    | 112,3    | 1 083,9          |
| dont neige (cm)                       | 33,5     | 26,2     | 32,5     | 16,3     | 3,8     | 0       | 0       | 0       | 0       | 6,9             | 20,3     | 36,3     | 175,8            |
| Nombre de jours avec précipitations   | 18,8     | 17,1     | 15,9     | 16       | 16,5    | 16,1    | 14,6    | 14,8    | 17      | 18,4            | 17       | 19,7     | 203,9            |
| Nombre de jours avec neige            | 12,7     | 12,5     | 13,6     | 9,3      | 2,5     | 0       | 0       | 0       | 0,1     | 3,3             | 9,8      | 14       | 77,8             |

## Histoire - activités

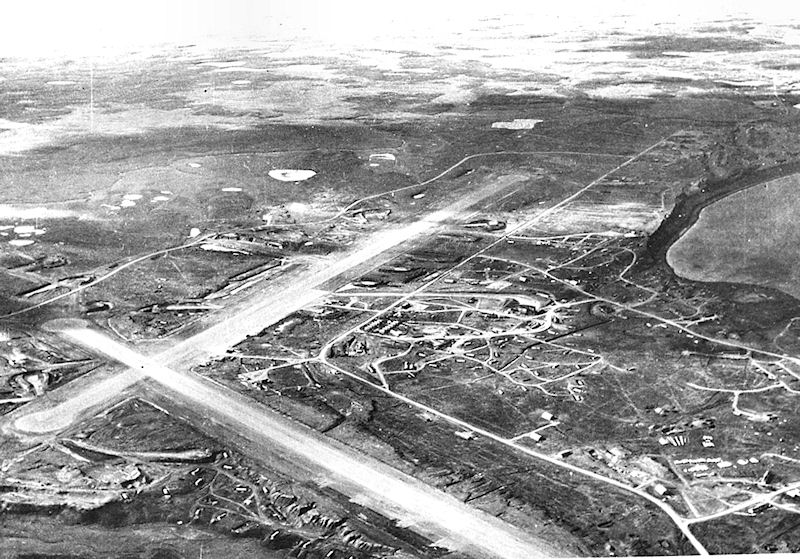
Aéroport de Cold Bay (Fort Randall)

Des sites archéologiques y ont été mis au jour indiquant que la région était habitée depuis la période glaciaire par les indigènes. L'endroit a été occupé ensuite par les chasseurs européens et commerçants de fourrure pendant tout le dix-neuvième siècle. Pendant la Seconde Guerre mondiale, Cold Bay a été le site de la base aérienne militaire (Fort Randall devenu par la suite Aéroport de Cold Bay). À cette époque, l'aéroport était le plus important de l'état d'Alaska.
À cause de cet aéroport, Cold Bay est resté un important centre régional de transport aérien, aussi bien pour l'aviation commerciale que pour les déplacements privés. Il s'y trouve aussi des dépôts de carburant pour l'industrie de la pêche, ainsi que des magasins de fournitures pour toutes les activités locales.